# Amauromyza monfalconensis
Amauromyza monfalconensis är en tvåvingeart som först beskrevs av Gabriel Strobl 1909.  Amauromyza monfalconensis ingår i släktet Amauromyza och familjen minerarflugor.
Artens utbredningsområde är Italien. Arten är reproducerande i Sverige. Inga underarter finns listade i Catalogue of Life.